# Ligulella
Ligulella är ett utdött släkte av förhistoriska benfiskar som levde under mellersta jura.